# 温州鼓词
温州鼓词，当地人俗称“唱词”，是鼓词的一种，发源并流行于以温州市区和瑞安为中心的浙南地区。采用瑞安话表演，念白中也夹杂带土语腔调的官话。因旧时从业的艺人多为盲人，故又称“瞽词”或“盲词”。据信已有300年历史，清代中期温州地区已见流传。

## 现状
目前已被列入国家级非物质文化遗产名录。由于生活方式的转变，温州鼓词的发展一度陷入困境，演出场次和艺人都较少（多数出现在当地人的葬礼上）。
在2006年，当地一家电视台推出一档名为《温州曲艺场》的节目，以电视的形式演绎传统温州鼓词，并在当地取得良好的反映和收视情况，推动了鼓词的发展。

## 演出形式

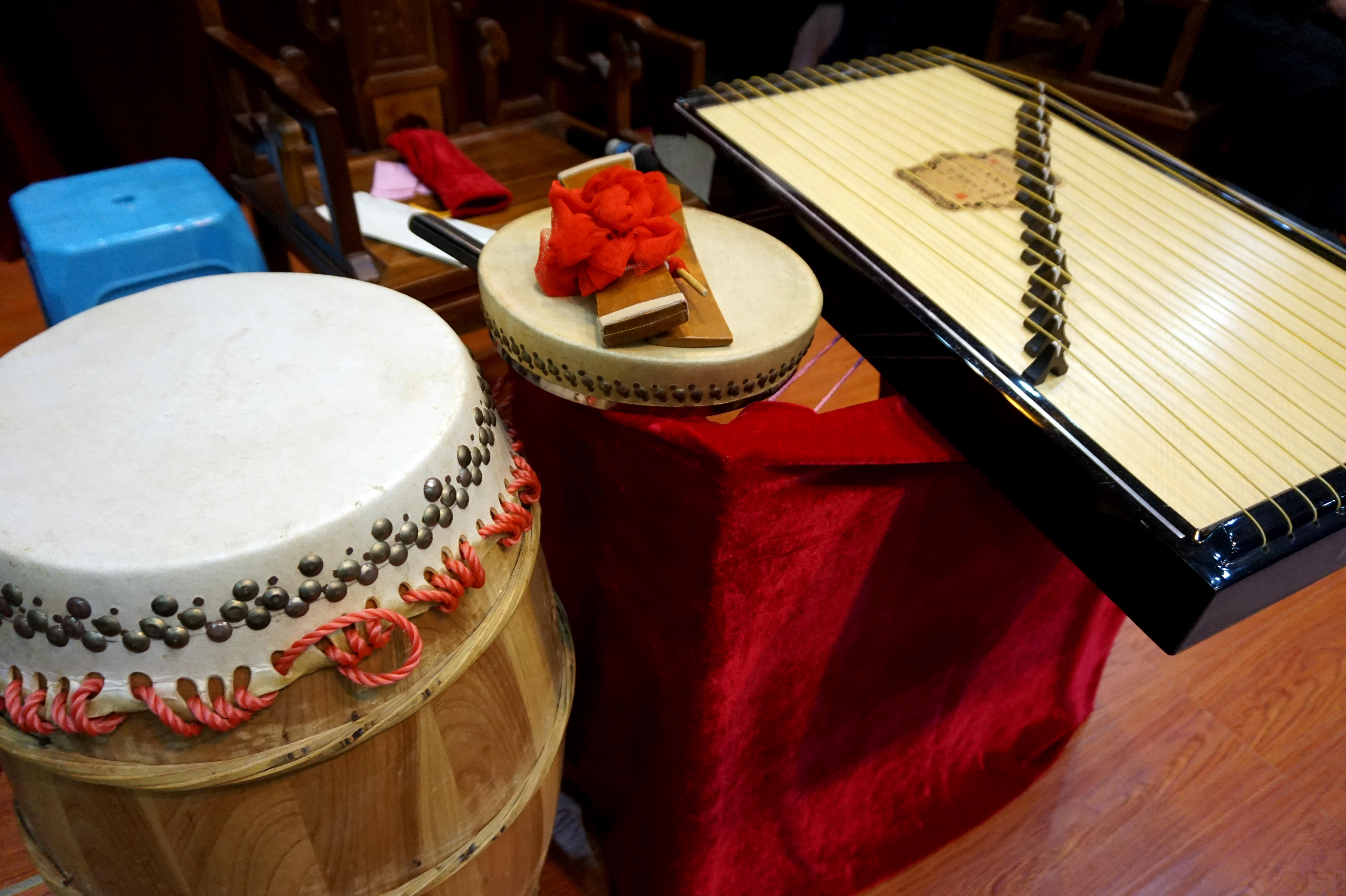
左为大鼓，中间为三粒板、扁鼓，右为牛筋琴（类似扬琴）

多为单人演唱，同时兼顾4至6样乐器，说唱结合。主要乐器有扁鼓、三粒板、牛筋琴、小抱月等。按照演唱内容来区分，可分为“平词”和“大词”，前者或逢红白喜事演出，或款待客人，或因争端认错罚词；后者又称为“娘娘词”、“青词”，内容与陈十四娘娘信仰有关，过去多在供奉娘娘的庙宇中演唱。